# Palazzo vescovile (Vicenza)
Il palazzo vescovile, o Vescovado, è un grande e storico palazzo di Vicenza, un tempo sede del vescovo e ancora del Museo diocesano, che si affaccia sulla piazza del Duomo, a pochi metri dalla Cattedrale di Santa Maria Annunciata.

## Storia

### Medioevo ed età moderna

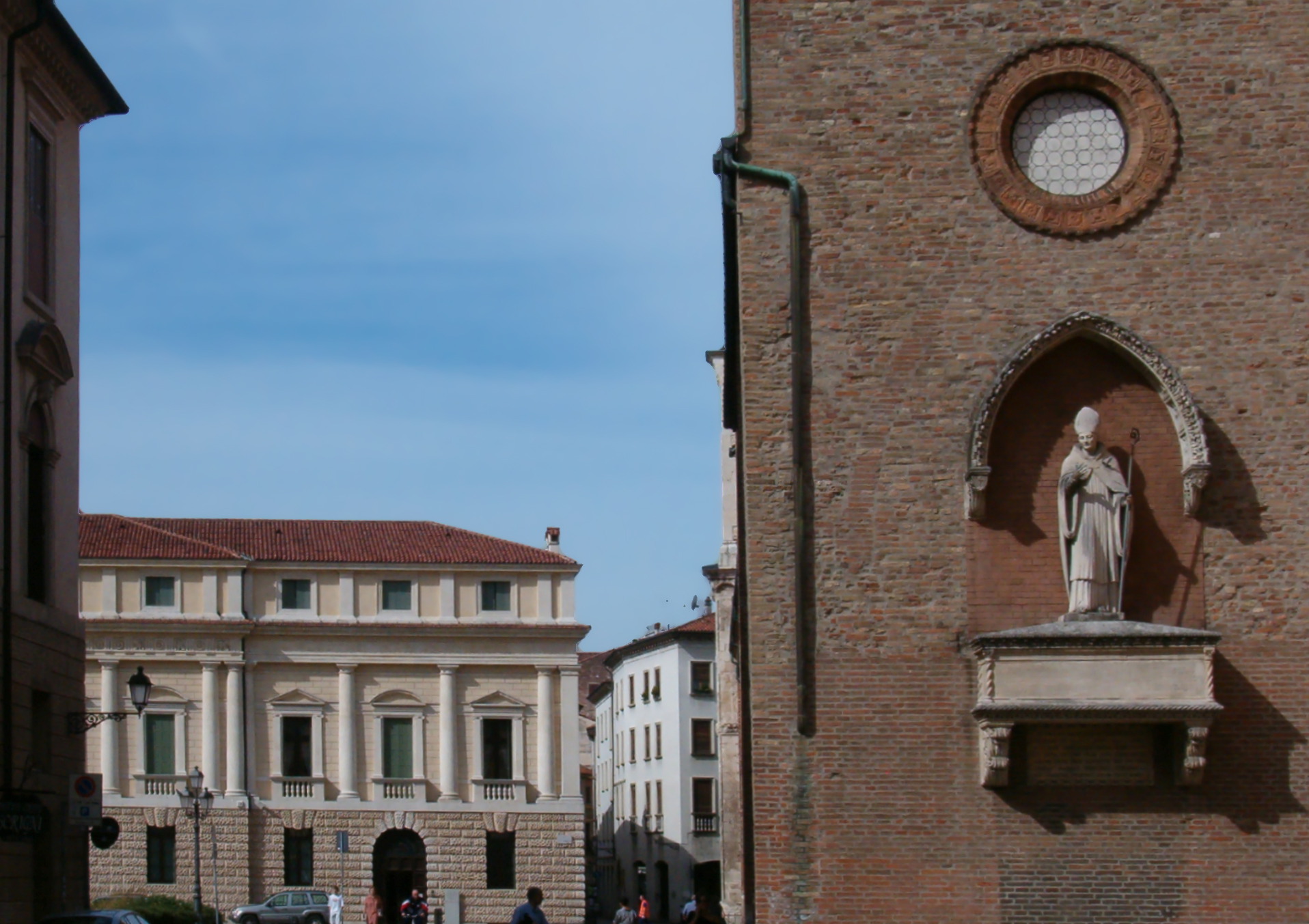
Parte della facciata (sullo sfondo) vista da Piazza delle Poste/Contra' Garibaldi; sulla destra l'abside della Cattedrale di Santa Maria Annunciata con la statua del vescovo Cacciafronte

Il palazzo vescovile di Vicenza ha subito, nel corso dei secoli, radicali trasformazioni che ne hanno mutato l'aspetto.
Dalle fonti documentarie scritte e iconografiche si rileva che, anticamente, si trattava di un complesso articolato in tre settori.
Il primo settore, il più antico, risalente probabilmente all'XI-XII secolo durante la signoria vescovile della città, chiudeva il lato meridionale della piazza Duomo, parallelo al fianco sud della cattedrale, dove ora sorgono il palazzo Roma e la canonica della cattedrale. Era dominato da un'alta e poderosa torre, con una cappella dedicata a San Nicolò, i cui resti sono visibili nello scantinato dell'attuale museo diocesano.
Negli ultimi decenni del XV secolo, in uno dei momenti di maggior splendore della Serenissima, il vescovo e cardinale veneziano Giambattista Zeno dispose il rifacimento del secondo settore, che occupa il lato sud del primo tratto di contrà Vescovado. Sono dell'epoca le prime sei finestre del primo piano e, sul lato opposto che guarda all'attuale cortile del Vescovado, restano la loggia Zeno del 1494, il portico e il primo piano del 1543. Dei completamenti, sempre nello stesso settore, furono eseguiti nel secolo successivo, dai vescovi Niccolò Ridolfi e da Giambattista da Brescia.
Il terzo settore, sul lato occidentale della piazza, collegava tra loro i primi due. Nel 1627 un altro vescovo cardinale veneziano, Federico Cornaro, commissionò all'architetto Ottavio Bruto Revese la nuova facciata con l'ingresso principale verso la piazza, caratterizzata dal rivestimento a bugnato rustico al primo piano, porte posizionate ai lati e una elegante trifora centrale coronata da timpano.

### Età contemporanea

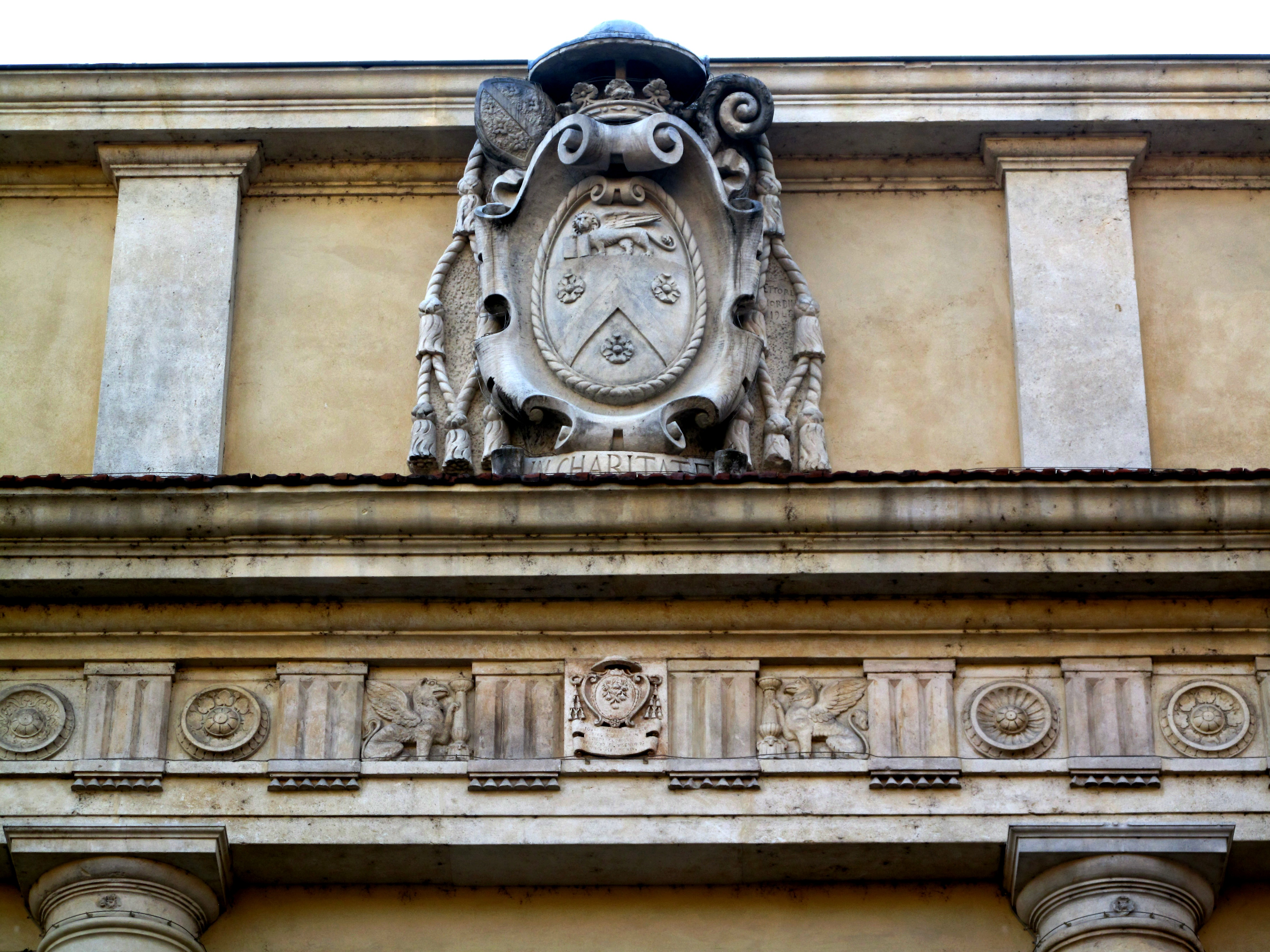
Facciata - Stemma del vescovo Carlo Zinato

Agli inizi dell'Ottocento - durante il periodo dell'Impero francese, mentre la sede vescovile era vacante (1810 - 1818) e si procedeva alla riforma dell'organizzazione ecclesiastica nella diocesi - si volle ristrutturare tutto il complesso.
Fu anzitutto demolita l'ala meridionale e sostituita nel 1812-14 con una costruzione progettata dall'architetto vicentino Bartolomeo Malacarne, ma che non piacque e fu presto abbattuta. Fu rifatto poi il corpo centrale del Revese, sostituito con un palazzo progettato dall'architetto luganese Giacomo Verda.
Questa parte del palazzo fu distrutta da ripetute incursioni aeree angloamericane negli anni 1944 e 1945, durante la seconda guerra mondiale, e venne ricostruita dal 1947 al 1952, con l'aggiunta dell'attico, al centro del quale spicca il grande stemma del vescovo Carlo Zinato.

## Descrizione

### Facciata

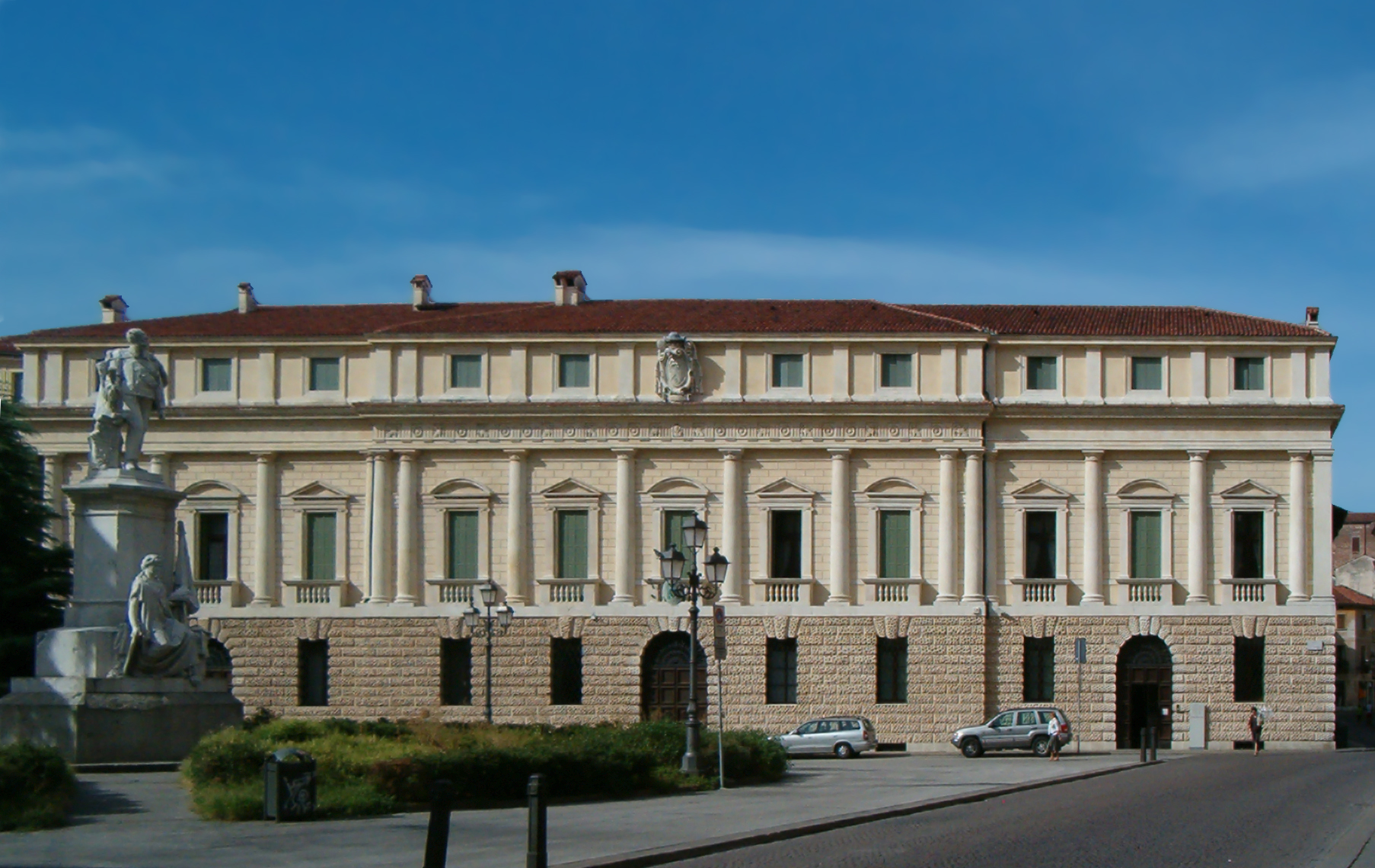
Facciata sul lato ovest di Piazza Duomo

La lunga facciata occupa tutto il lato occidentale di piazza Duomo. Il piano terreno, rivestito da un robusto bugnato a mattone scoperto martellato rosso scuro, ricorda altre costruzioni della città agli inizi dell'Ottocento, come il Cimitero Maggiore, e contrasta con il primo piano, scandito dalle semicolonne di ispirazione palladiana. Il fregio dorico alterna semplici triglifi e metope, mentre il Verda aveva previsto più vivaci festoni appesi tra bucrani. Nella metopa centrale lo stemma di Giuseppe Maria Peruzzi, vescovo di Vicenza quando fu completata la ristrutturazione della facciata, agli inizi dell'Ottocento.

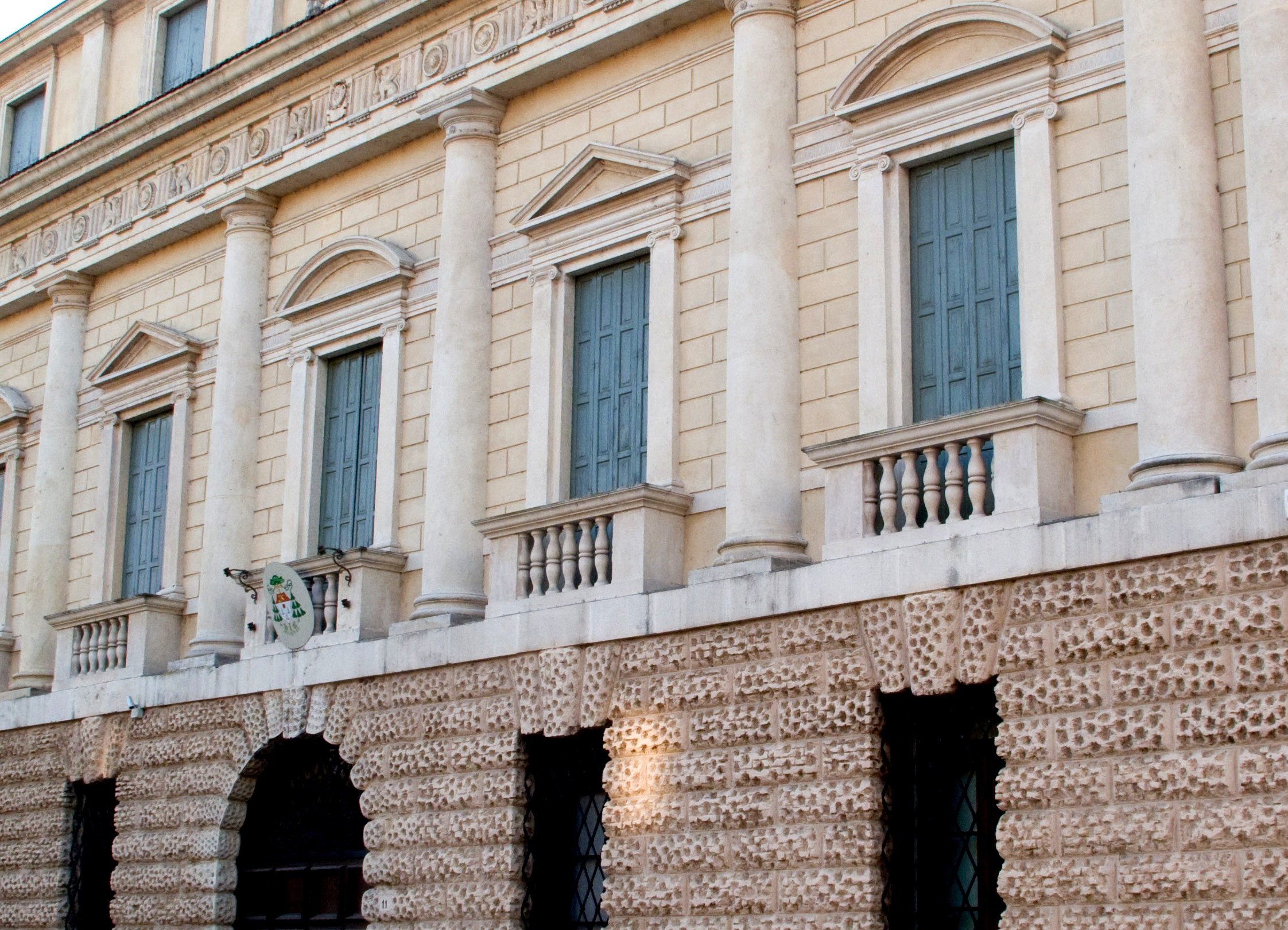
Facciata (dettaglio)
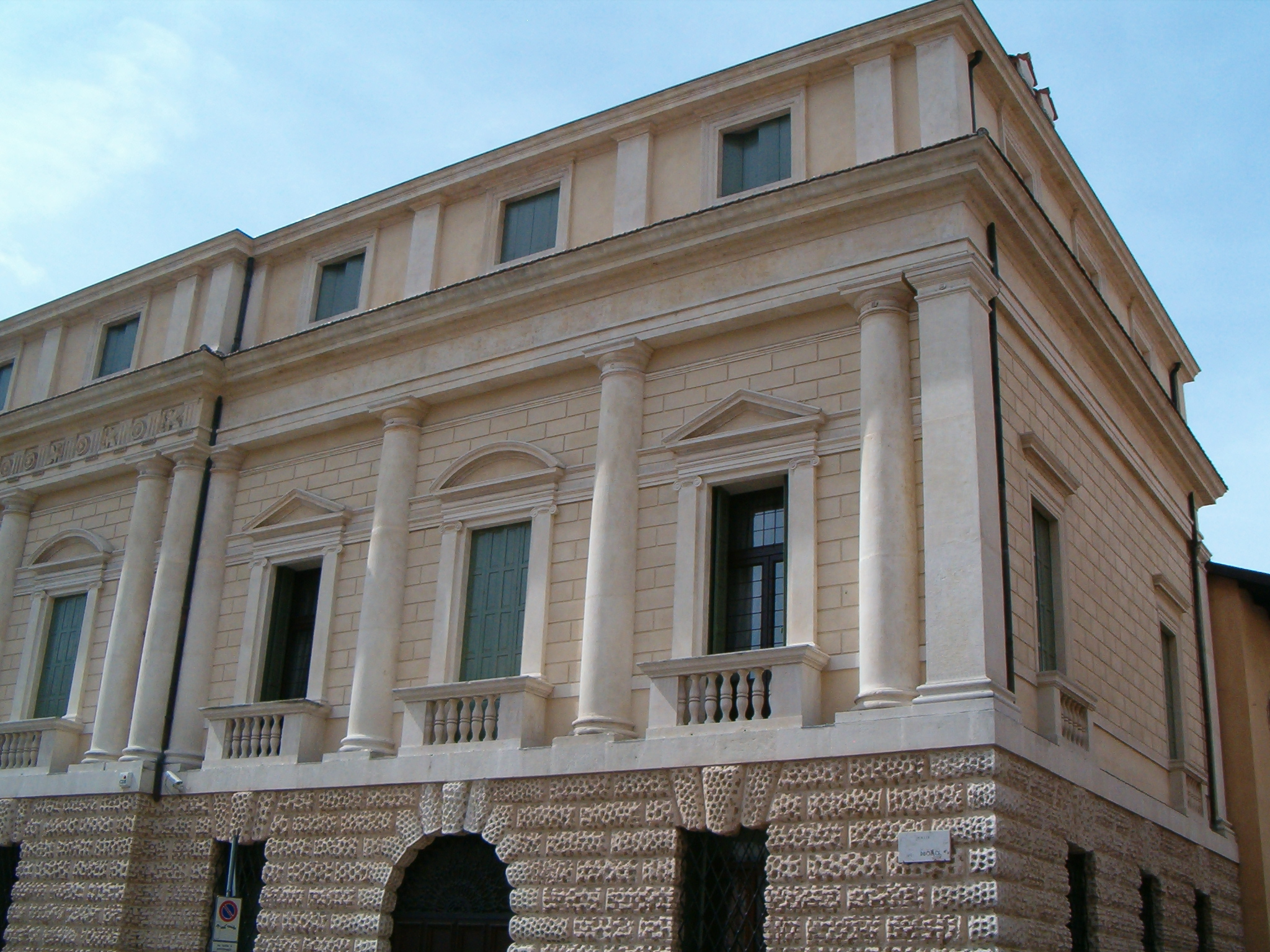
Dettaglio dell'angolo

### Fianco settentrionale

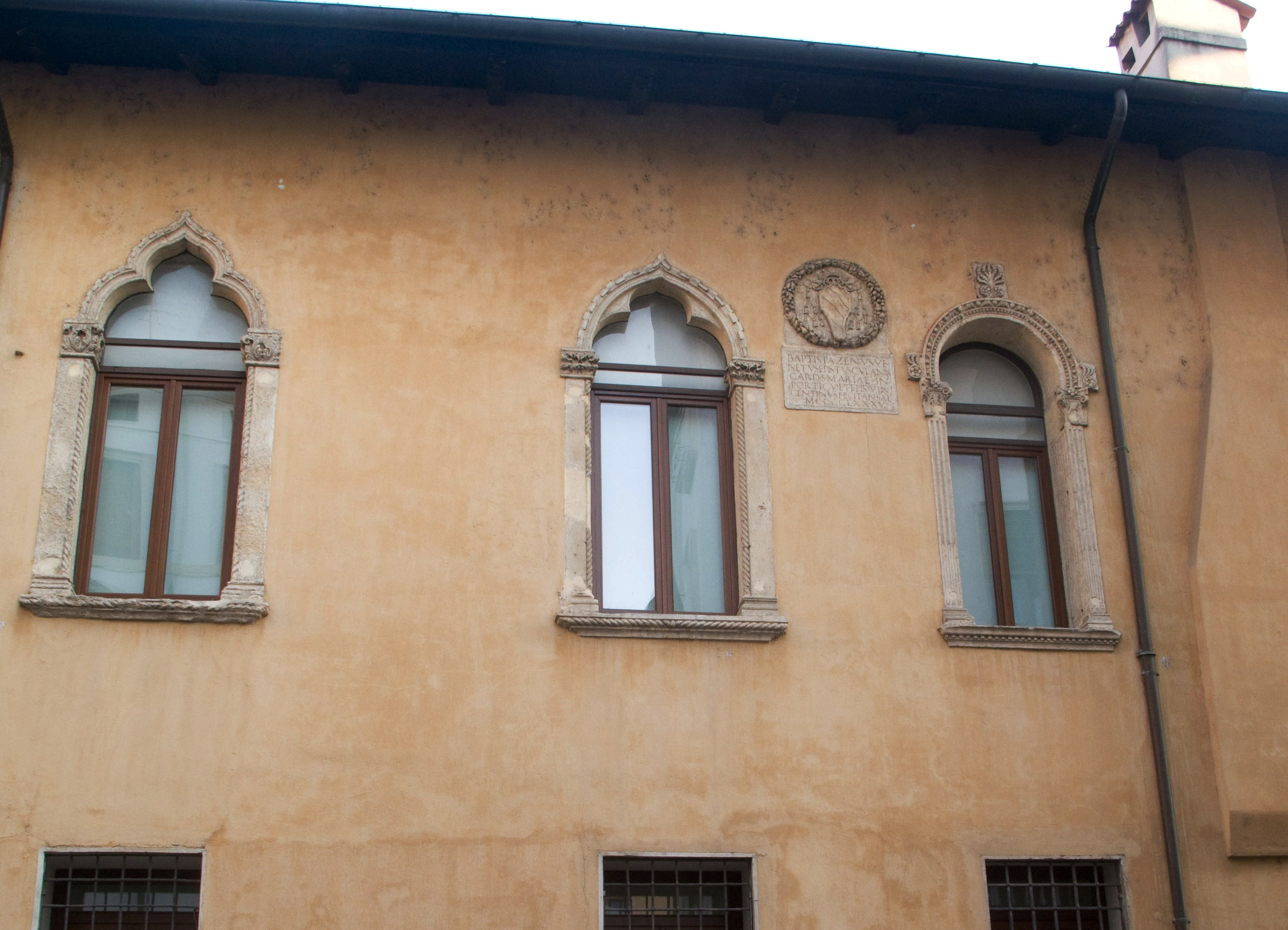
Fianco settentrionale su Contrà Vescovado

Nel primo tratto di contrà Vescovado resta ancora, abbastanza integro, il fianco quattrocentesco del palazzo, fatto erigere dal vescovo Zeno, il cui stemma, insieme con la data 1485, è inserito fra la quarta e la quinta finestra del primo piano.
Lo sporto del tetto è ancora sorretto da mensole di legno e forse un tempo riparava un fregio dipinto. Due delle finestre sono in stile gotico fiorito ad arco trilobato, altre sono invece centinate e riflettono il tipico ambiente tardo quattrocentesco vicentino, forse realizzate da Lorenzo da Bologna. La settima e l'ottava finestra sono invece del Seicento, di forma classicheggiante, e portano sul fregio il nome del vescovo Giambattista da Brescia (1655-1659.

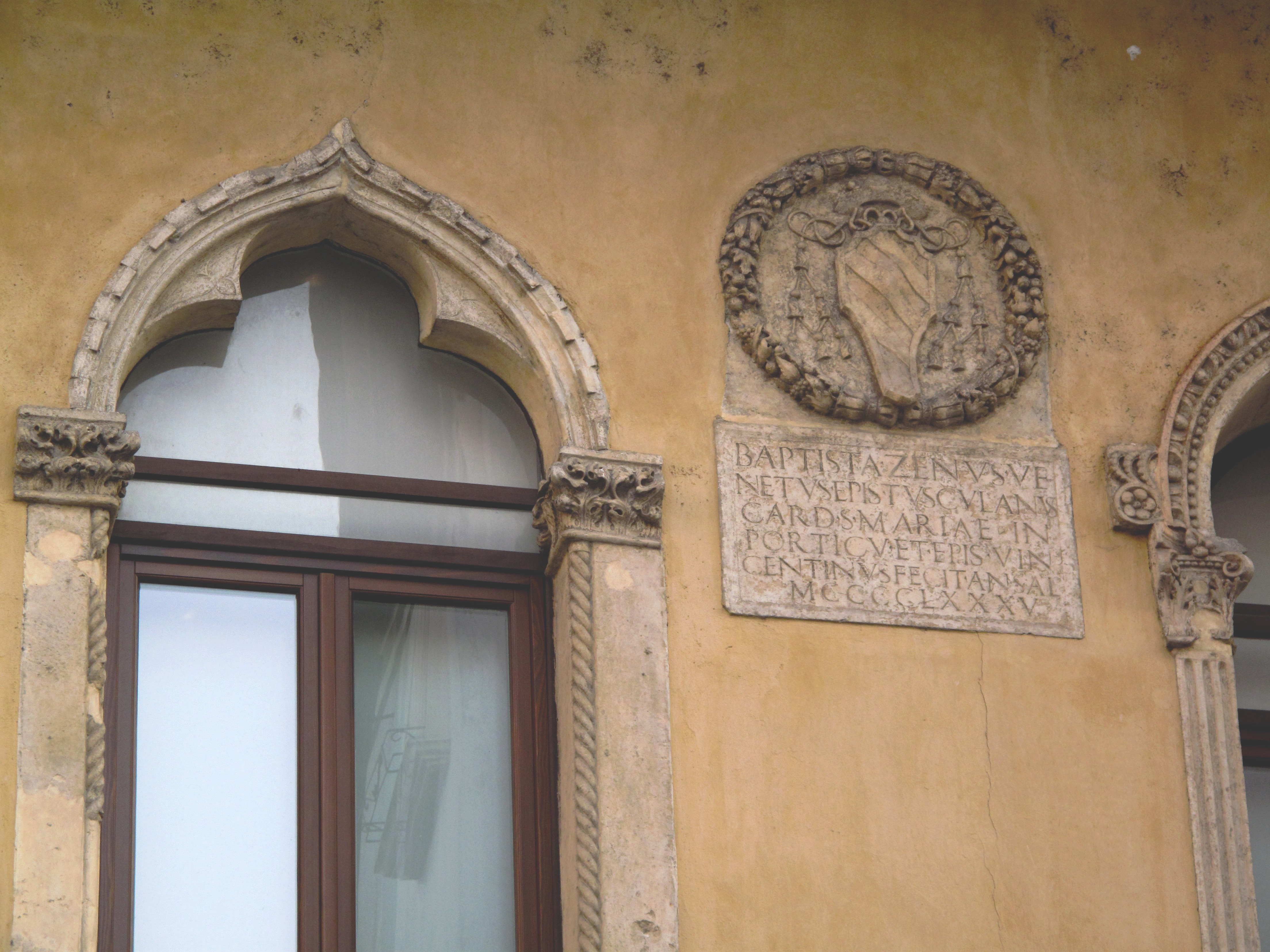
Fianco settentrionale - Stemma del vescovo Zeno
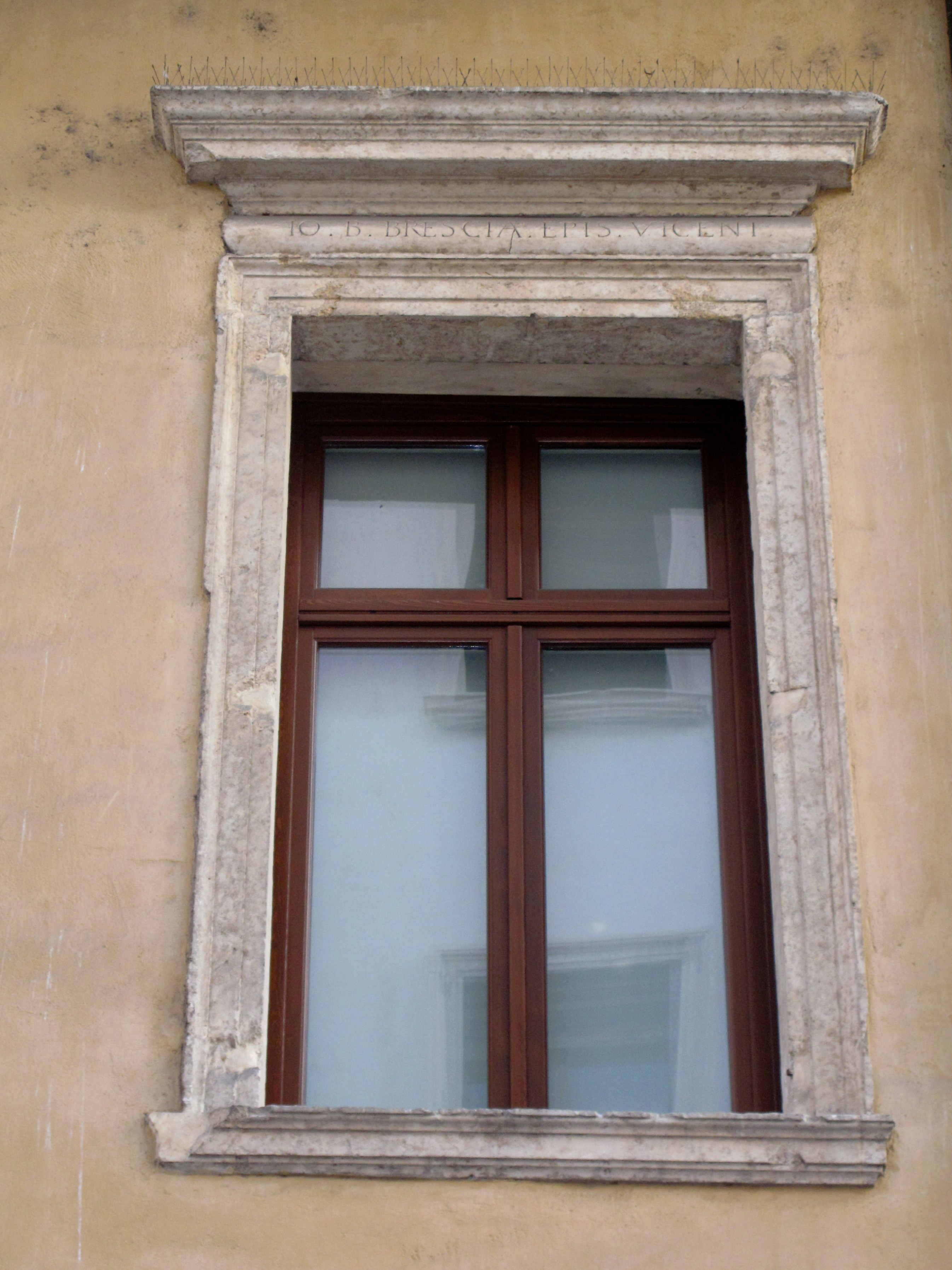
Fianco settentrionale - Iscrizione del vescovo Da Brescia

### Cortile e Loggia Zeno

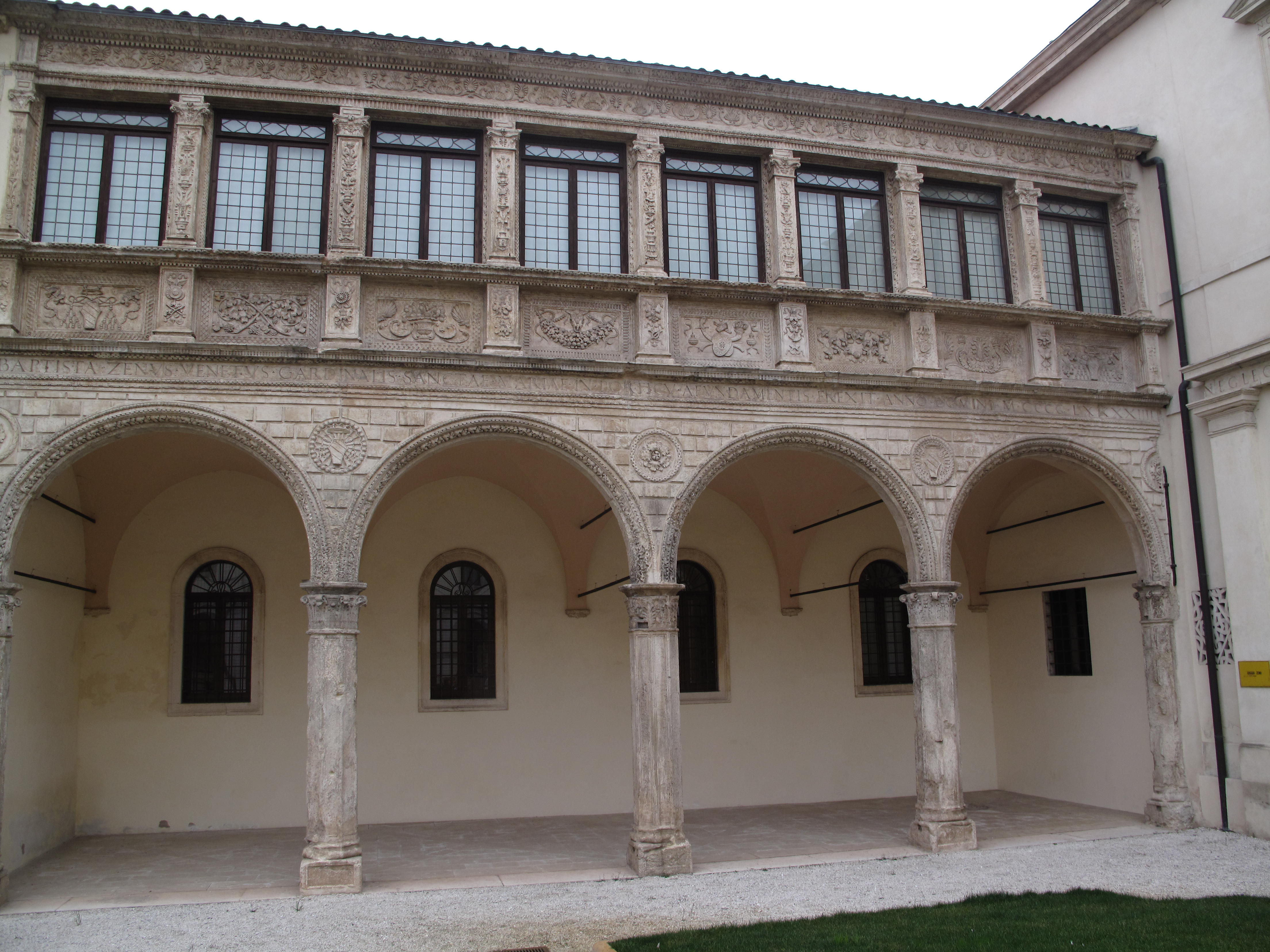
Loggia Zeno

Il cortile è stato di recente sistemato insieme al giardino, con al centro una vera da pozzo quattrocentesca.
Chiude il lato nord del cortile interno la loggia fatta costruire nel 1494 dal cardinale Giambattista Zeno - vescovo di Vicenza dal 1470 al 1501. Anch'essa fu gravemente danneggiata dai bombardamenti del marzo 1945, ma in seguito molto ben restaurata. Il raffinato prospetto ha il tipico gusto lombardesco del Quattrocento e l'autore è probabilmente Bernardino da Como, assistito dal muraro Giovanni Fugier con i figli.
Sopra un portico di quattro arcate a tutto sesto su pilastri poligonali - che con le volte a crociera sorregge la volta - vi sono otto basse aperture. La balaustra, dai parapetti istoriati, regge dei pilastrini ornati da candelabri sui quali insiste la ricca trabeazione. Nel fregio del portico si leggono la data e il nome del committente, il cui stemma è ripetuto cinque volte nei pennacchi della volta.
Il lato occidentale del cortile, dove si trova un portico a larghe e basse arcate, è invece cinquecentesco, fatto costruire dal cardinale Niccolò Ridolfi, vescovo di Vicenza - anch'egli, come lo Zeno, ben poco presente in diocesi - dal 1524 al 1550.

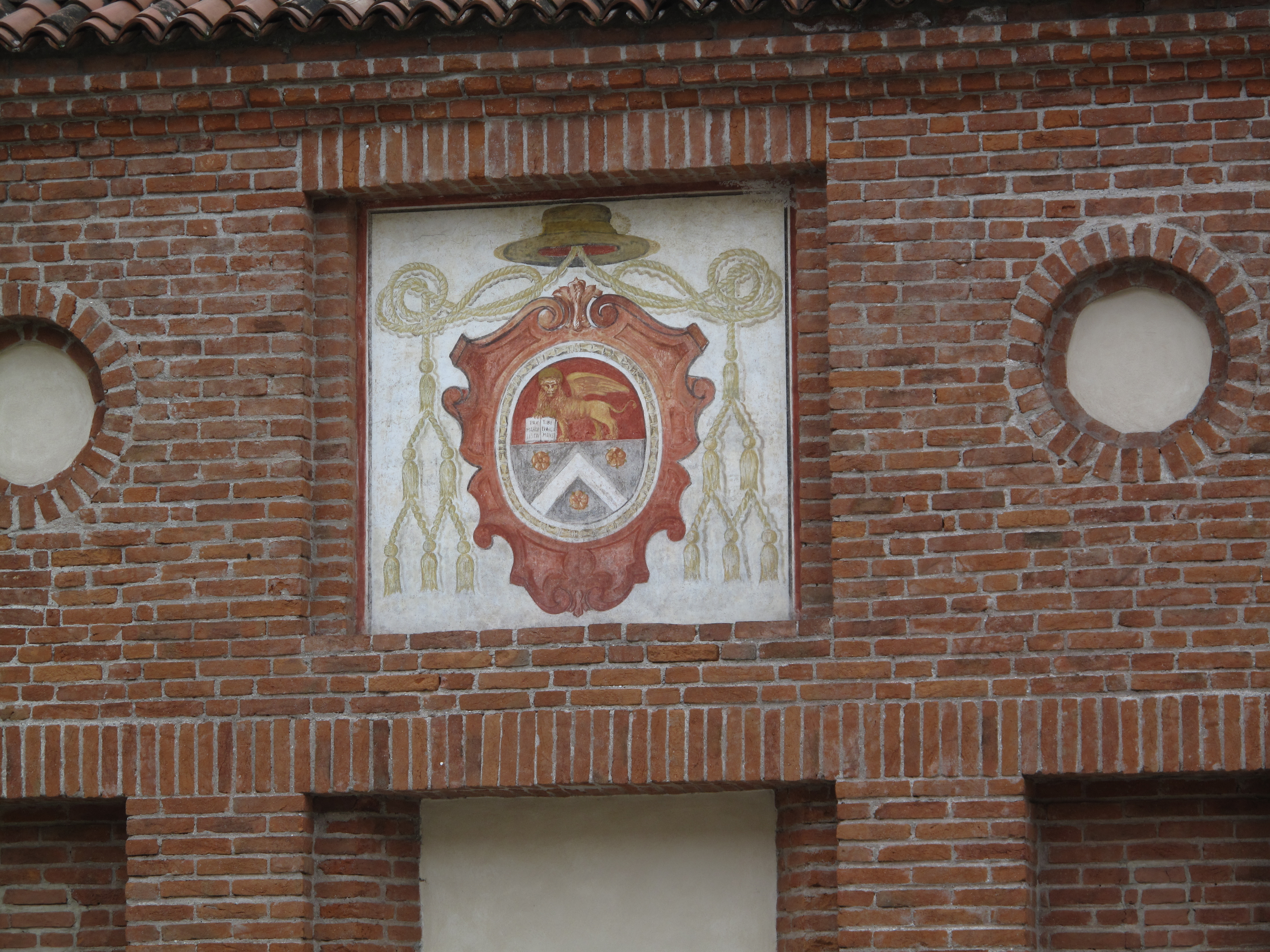
Stemma del vescovo Carlo Zinato
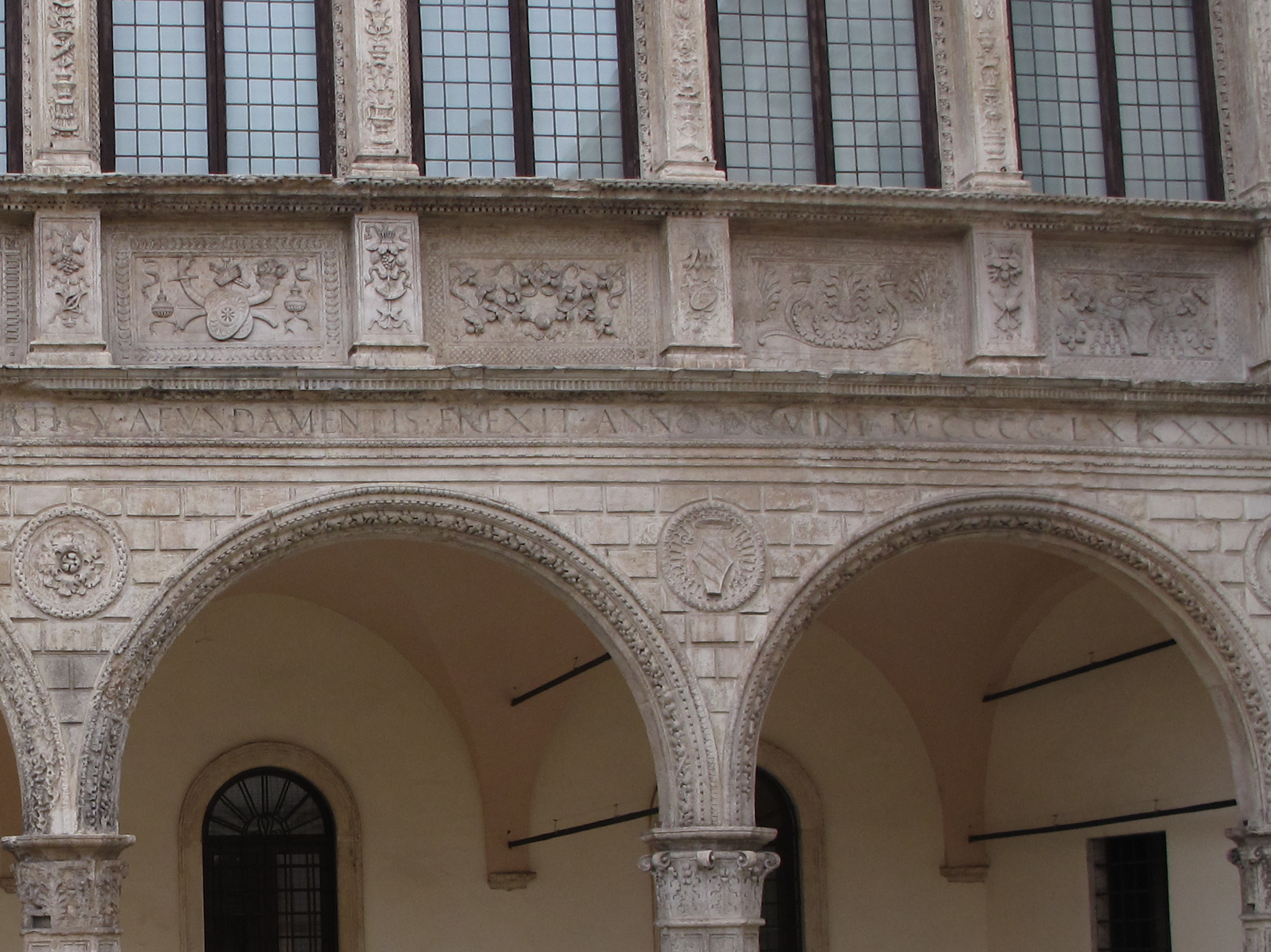
Loggia Zeno (dettaglio)
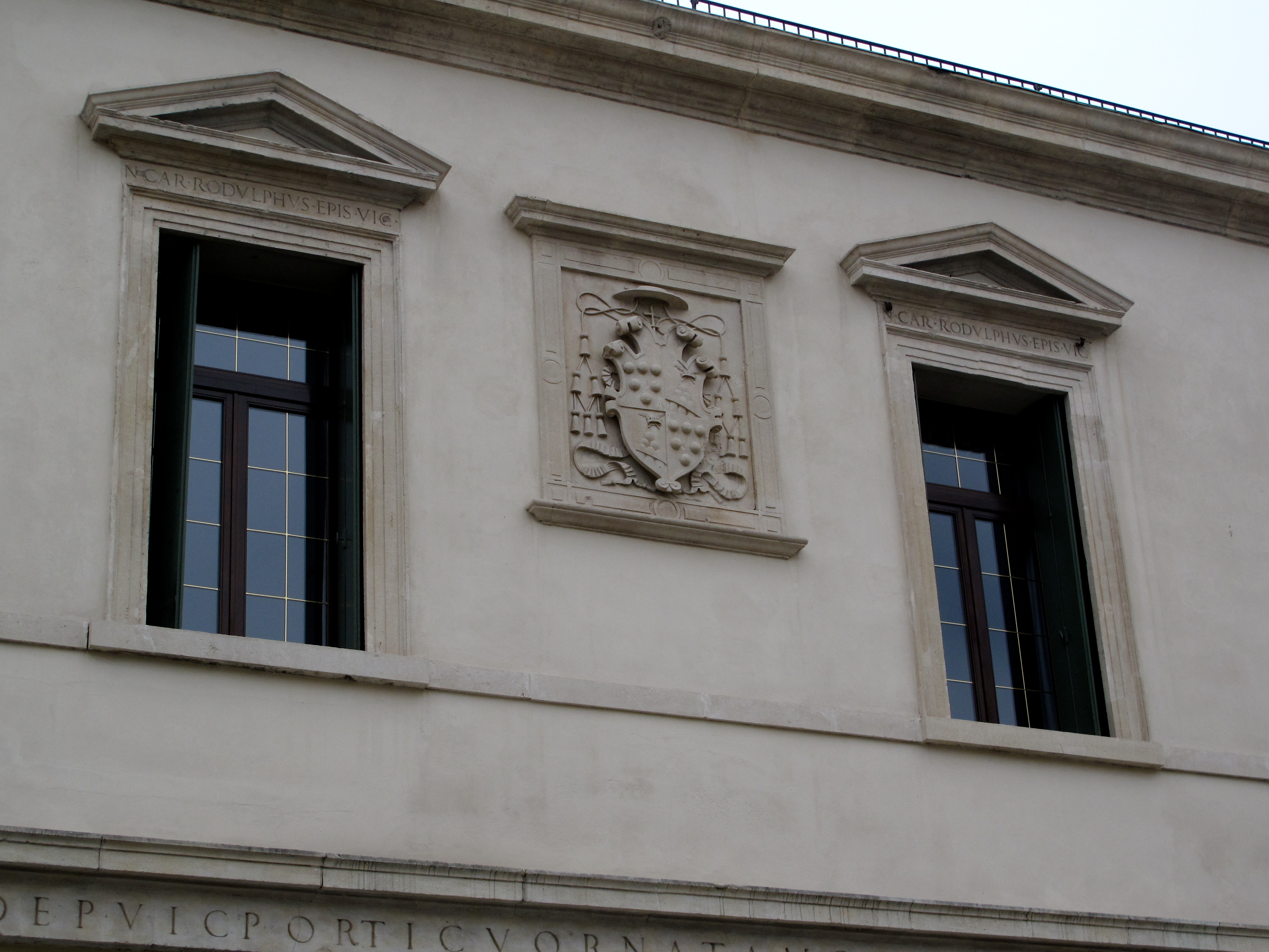
Stemma del vescovo Ridolfi sul lato ovest del cortile

### Interno
All'interno del palazzo vescovile sono stati ospitati nel tempo l'abitazione del vescovo e gli uffici della Curia diocesana. Il vescovo e la Curia sono, da ottobre 2023, ospitati presso il Centro Diocesano in Borgo Santa Lucia. È tutt'ora sede del Museo diocesano oltre a sale riunioni e al salone di rappresentanza.

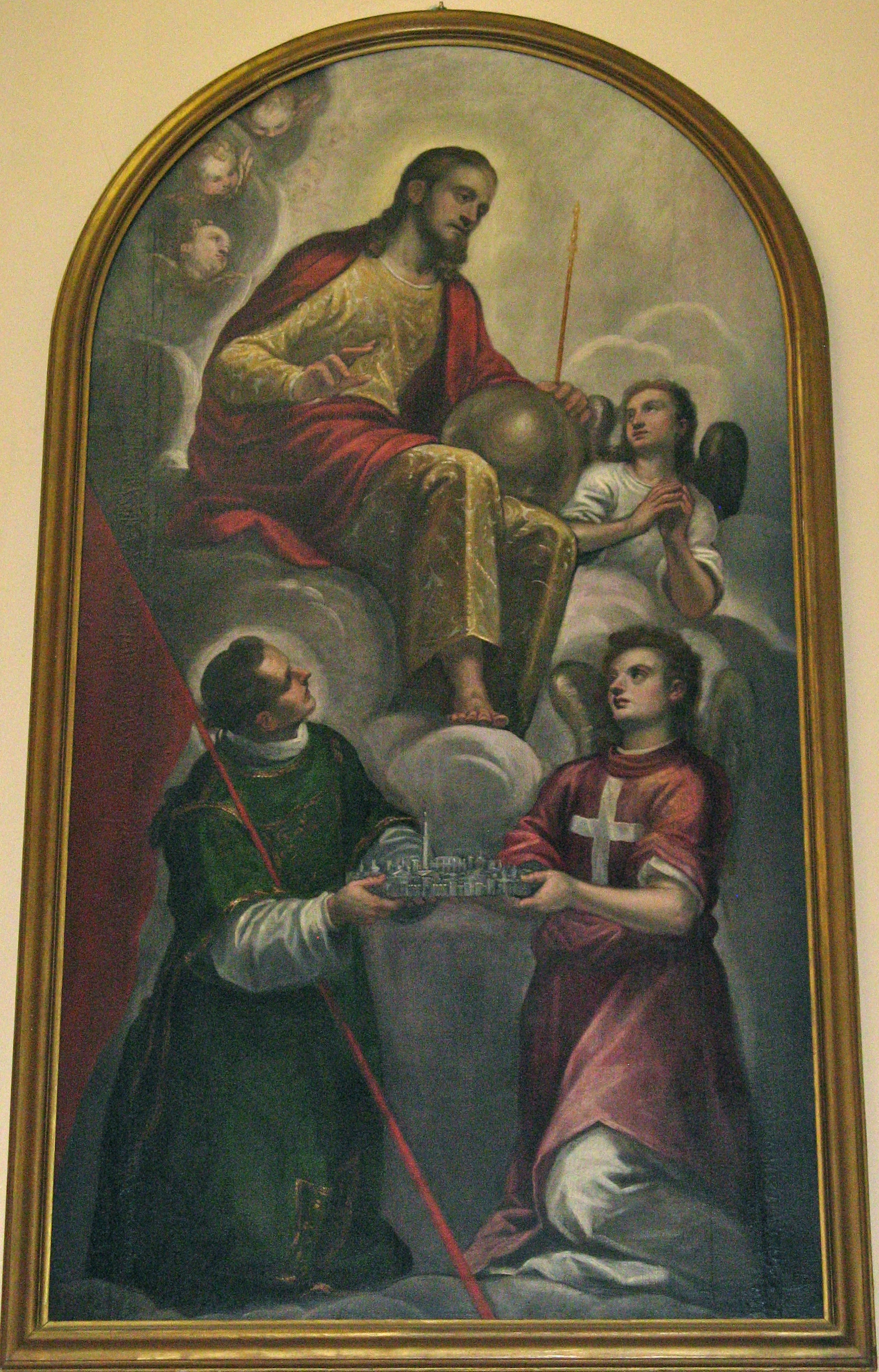
Alessandro Maganza, San Vincenzo e un angelo presentano a Cristo il modello della città di Vicenza